# TSV Ottobrunn
Der TSV Ottobrunn ist ein deutscher Sportverein mit Sitz in der Gemeinde Ottobrunn im bayerischen Landkreis München.

## Geschichte

### Fußball
Bereits ein Jahr nach der Gründung des Vereins nahm die Mannschaft am Spielbetrieb des BFV teil. Ab dem Jahr 1967 konnte das Team aus der B-Klasse bis in die Landesliga aufsteigen. Die Mannschaft konnte sich für die Saison 1977/78 des DFB-Pokal qualifizieren. In der 1. Hauptrunde traf der Verein dann auf Borussia Dortmund; welche das Spiel mit 0:9 auch gewinnen sollten. Im Jahr 1987 stieg die Mannschaft dann aus der Landesliga wieder ab.
Um den Jahrtausendwechsel noch mehrere Jahre in der Bezirksoberliga aktiv, spielte die Mannschaft nach mehreren Abstiegen 2008 nur noch in der Kreisklasse. Seither trat die Mannschaft in der Bezirksoberliga Oberbayern Ost und der Kreisliga München an.

### Tischtennis
Der Verein besitzt zurzeit zwei Damen-Mannschaften sowie sechs Herren-Mannschaften. Dabei spielt die erste Damen-Mannschaft zurzeit in der Verbandsoberliga Süd sowie die erste Herren-Mannschaft in der Landesliga Südwest.

### Volleyball
Die Volleyball-Abteilung wurde im Jahr 1974 gegründet. Die erste Männer-Mannschaft spielte in der Saison 1986/87 in der 1. Bundesliga und erreichte mit 16:20 Punkten den siebten Platz. Den Startplatz in der Bundesliga übernahm ab der folgenden Saison der SV Türk Gücü München. Im Jahr 1988 gründete sich aus der Abteilung der neue Verein VC Ottobrunn.

## Bekannte Sportler

### Fußball
- Daniel Framberger
- Lennart Hasenbeck (Jugend)
- Sebastian Hoeneß (Jugend)
- Markus Oberleitner (Jugend)
- Marco Pasiciel (Jugend)
- Rajko Tavčar (Jugend)
- Petra Wimbersky (Jugend)

### Tischtennis
- Carsten Matthias
- Ursel Fiedler

### Volleyball
- Gabor Csontos